# Премия администрации Краснодарского края имени Е. Ф. Степановой
Премия им. Е. Ф. Степановой — литературная премия Краснодарского края. Создана в 1978 г. в честь Е. Ф. Степановой (1882—1969), русской женщины, девять сыновей которой погибли на войне, для награждения авторов лучших произведений кубанской литературы военно-патриотической направленности. Среди лауреатов: М. А. Шолохов (1978), И. Ф. Варавва (1981, 2003), А. В. Карасёв (2005).

## Цель премии
Поощрение создания кубанскими авторами талантливых литературно-художественных и публицистических произведений на военно-патриотическую тематику.

## Учредитель
Краснодарское общество любителей книги (1978 г.).
С 2001 года имеет статус премии администрации Краснодарского края.

## Церемония вручения
Премия присуждается Постановлением губернатора. Торжественная церемония награждения лауреатов, в которой принимают участие представители министерства культуры Краснодарского края, государственного историко-археологического музея-заповедника имени Е. Д. Фелицина, администраций Тимошёвского района и города Тимашёвска, учащиеся школ, проходит 22 июня в городе Тимашёвске Краснодарского края в музее семьи Степановых. По сложившейся многолетней традиции за церемонией награждения следует
возложение цветов к памятнику Е.Ф. Степановой в Мемориальном сквере города.

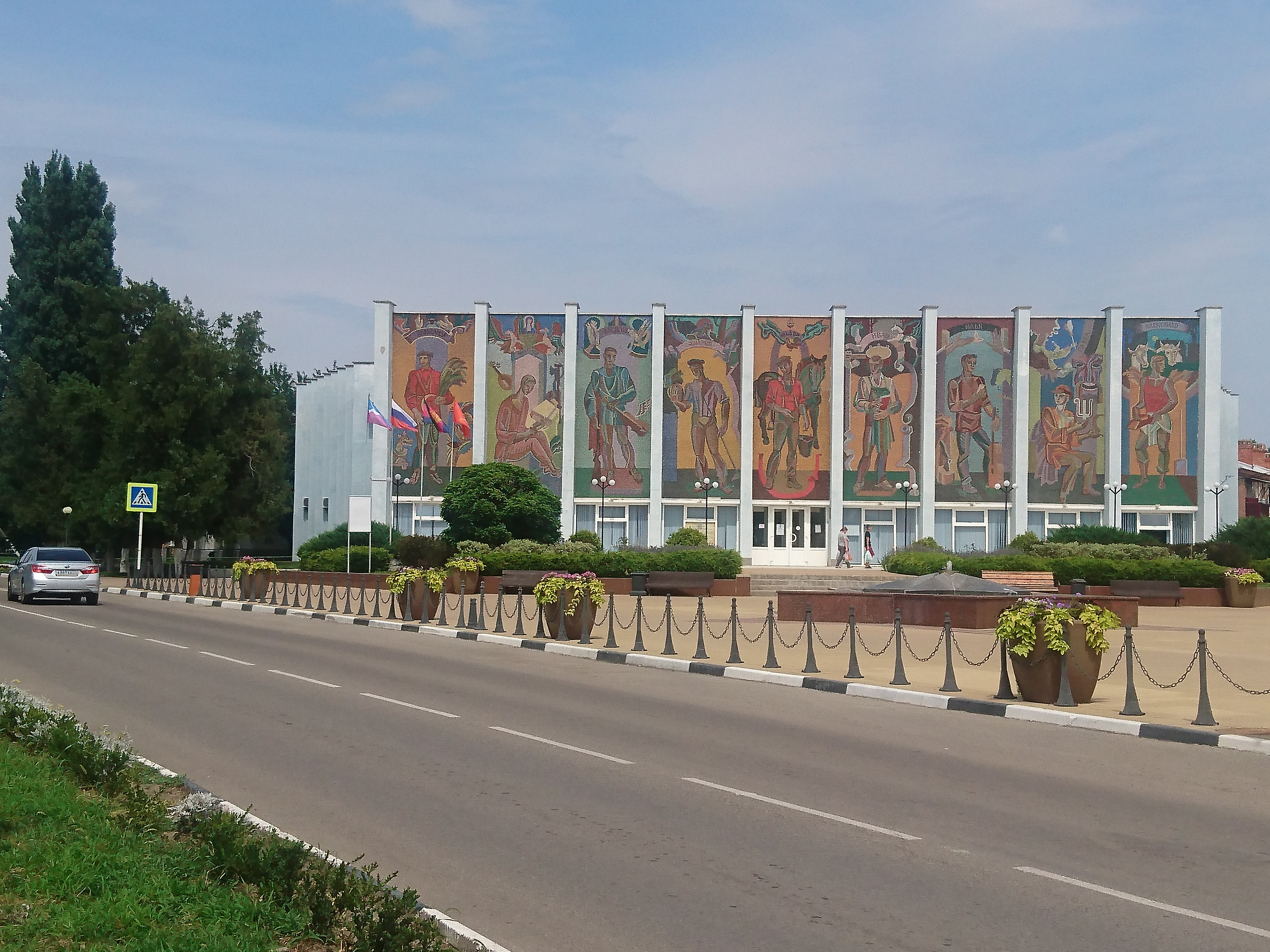
Музей семьи Степановых

## Лауреаты
Авторы, которым присуждена премия имени Е. Ф. Степановой, именуются «Лауреат премии администрации Краснодарского края имени Е. Ф. Степановой».
- 1978 — Михаил Шолохов (почётный лауреат);
- 1979 — Иван Беляков;
- 1980 — Анатолий Макаренко;
- 1981 — Иван Варавва;
- 1982 — Савва Дангулов;
- 1983 — Пётр Игнатов;
- 1984 — Виталий Бакалдин;
- 2001 — Кронид Обойщиков (книги «Мы были», «Звёзд волшебное сияние»);[9]
- 2002 — Александр Пташник (книга «Кропоткин в зеркале истории»);[9]
- 2003 — Иван Варавва (повторно, книга «Казачий кобзарь»);[9]
- 2004 — Евгений Мархинин (сборник стихов «Отблески огня войны»);
- 2005 — Александр Карасёв (цикл «Чеченские рассказы»);[10]
- 2006 — Николай Ивеншев (книга «Взвод»);
- 2007 — Леонид Пасенюк;
- 2008 — Жанна Цикало (сборник стихов «И память сердца говорит…»);
- 2009 — Пётр Макаренко;[11]
- 2010 — Вячеслав Динека (сборник стихов «Сквозь темноту»);[12]
- 2011 — Айтеч Хагуров (книга «Жизнь коротка, как журавлиный крик»);[13]
- 2012 — Владимир Нестеренко;[14]
- 2013 — Владислав Прохоров (книга «Продолжается Русь»);[11][15][16]
- 2016 — авторский коллектив (Надежда Суворова, Юрий Бузун, Александр Бурмагин; книга «Краснодар. 1941—1945»);[17]
- 2017 — Геннадий Пошагаев (книга «Колея — судьба»).[18]

## Денежное наполнение
Размер премии на 17 ноября 2006 г. составлял 30 тыс. руб.

## Видеорепортажи
- Кубанскому писателю Владимиру Нестеренко вручили премию имени Степановой (недоступная ссылка) / Новости // Телеканал «Девятый Орбита». 24 июня 2013.